# Ficus subincisa
Ficus subincisa är en mullbärsväxtart som beskrevs av Buch. och J.E. Smith. Ficus subincisa ingår i släktet fikonsläktet, och familjen mullbärsväxter.

## Underarter
Arten delas in i följande underarter:
- F. s. paucidentata
- F. s. trachycarpa